# La Cuesta (Maceda)
La Cuesta (llamada oficialmente Santiago da Costa) es una parroquia y un lugar del municipio español de Maceda, en la provincia de Orense, Galicia.

## Toponimia
La parroquia también es conocida por el nombre de Santiago de La Cuesta.

## Organización territorial
La parroquia está formada por tres entidades de población:
- A Costa
- A Couzada
- Vascós

## Demografía
Según la base de datos del INE y la del IGE a esta parroquia también pertenecen las entidades de población de A Palela y O Currelo que según el decreto 332/1996 forman parte de la parroquia de Covas; por consiguiente hay que tener en cuenta que en el gráfico de evolución de la parroquia están contemplados los datos demográficos de las dos entidades de población.

### Parroquia
| Gráfica de evolución demográfica de La Cuesta (parroquia) entre 2000 y 2022 |
|                                                                             |
| Datos según el nomenclátor publicado por el INE.                            |

### Lugar
| Gráfica de evolución demográfica de A Costa (lugar) entre 2000 y 2022 |
|                                                                       |
| Datos según el nomenclátor publicado por el INE.                      |